# Hugo Woenne
Hugo Woenne (* 22. Februar 1863 in Gotha; † 19. Juni 1930 ebenda) war ein deutscher Fleischer und Politiker (Wirtschaftspartei (WP)).

## Leben und Wirken
Woenne wurde als Sohn eines selbstständigen Fleischermeisters in Gotha geboren. Dem Besuch der Bürgerschule in seinem Geburtsort folgten eine Ausbildung zum Fleischer im väterlichen Geschäft und 1884 die Gründung eines eigenen Fleischereigeschäftes.
Ab 1890 war Woenne Obermeister der Gothaer Freien Fleischerinnung und ab 1913 Thüringer Bezirksvorsitzender des Deutschen Fleischerverbandes sowie von 1915 bis 1920 Vorsitzender der Handwerkskammer Gotha.
Im Jahr 1918 gehörte Woenne der Gothaer Stadtverordnetenversammlung an. Im Herbst 1926 wurde die Ortsgruppe der Wirtschaftspartei in Gotha gegründet, in der er bis zu seinem Tod als 2. Vorsitzender wirkte. Vom 30. April 1927 bis 22. Januar 1930 war Woenne als Staatsrat für Gotha Mitglied ohne Geschäftsbereich in den Regierungen Leutheußer und Paulssen des Landes Thüringen.